# شب‌زی معمولی
شب‌زی معمولی یا پور-می-وان (نام علمی: Nyctibius griseus) یا اوروتائو (urutau)، یکی از هفت گونه پرنده در سردهٔ شب‌زی‌ها است. به دلیل چشمان درشت و زردرنگ و دهان گشادش به طرز کمدی قابل توجه است. پوتوها شب‌گرد هستند و با شبگردها و دهان‌قورباغه‌ای‌ها در ارتباط هستند. آنها بدون موپرهای مخصوص پیرامون دهان شبگردهای راستین هستند.

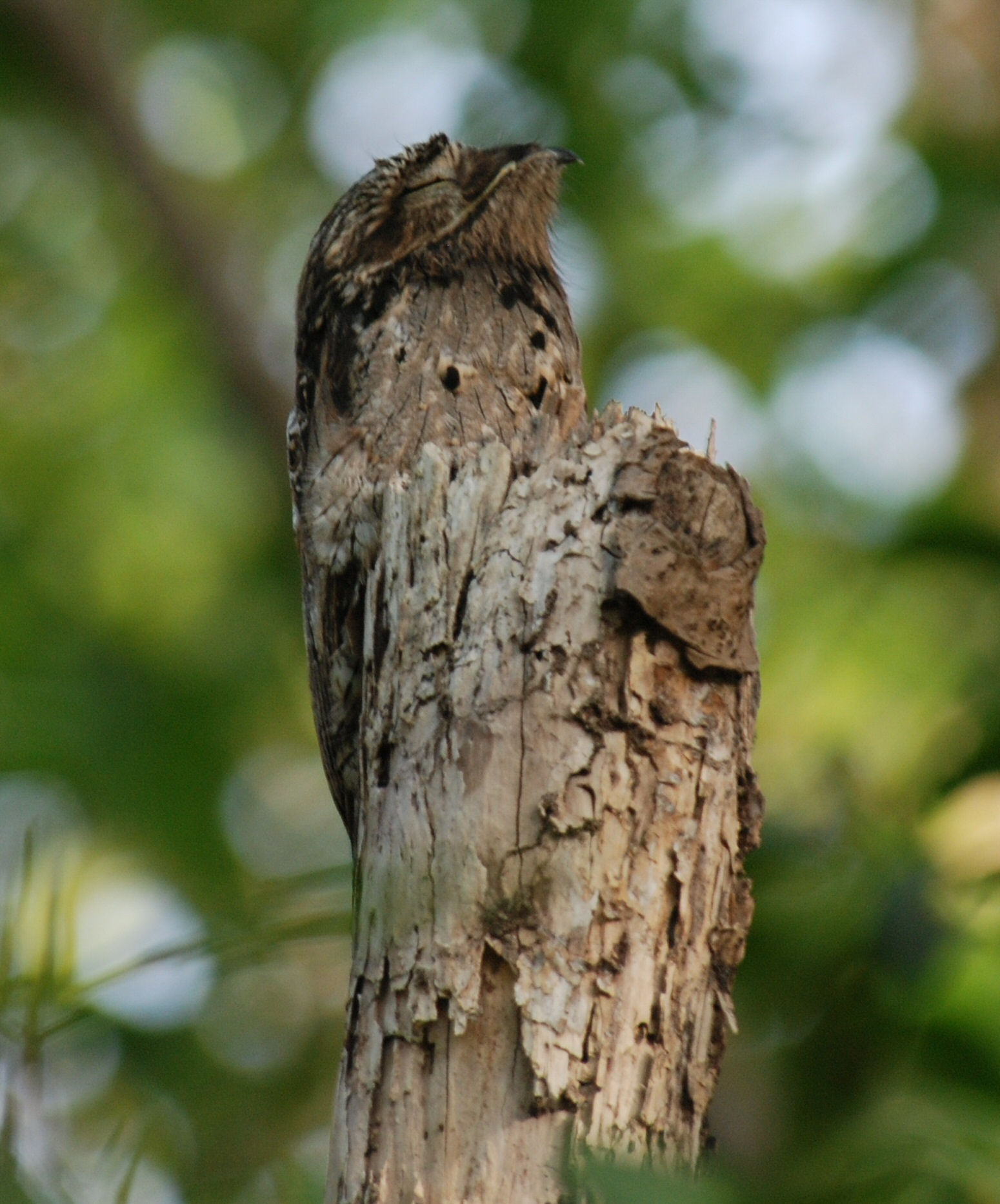
یک شب‌زی معمولی که به صورت شاخه نقاب‌سازی می‌شود

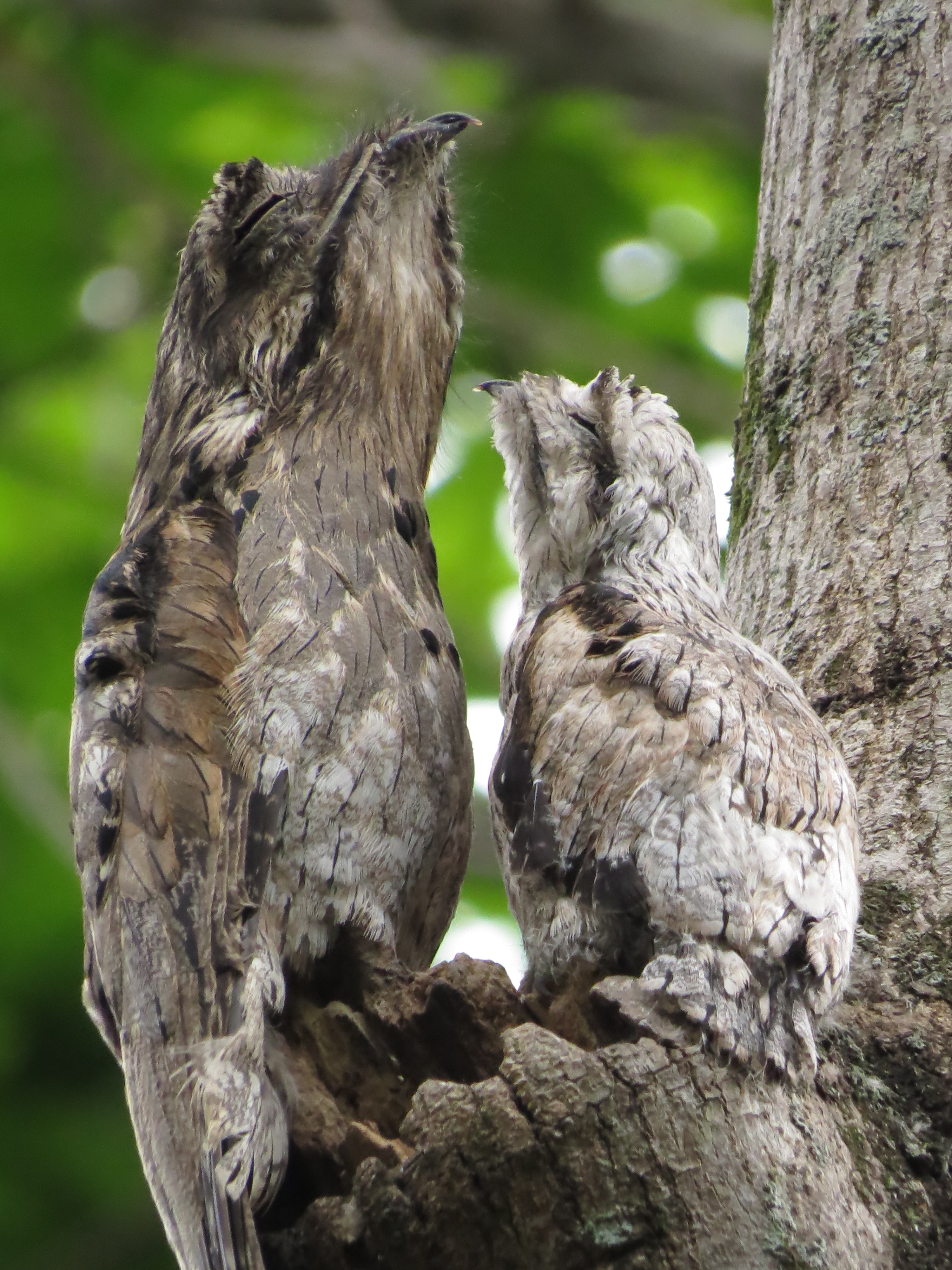
شب‌زی معمولی بزرگسال و نوجوان در وضعیت هوشیاری